# Shunkai Shibukawa
Shunkai Shibukawa (jap. 渋川 春海 Shibukawa Shunkai; ur. 1639 w Kioto, zm. 1715 w Edo), znany też jako Harumi Shibukawa – japoński gracz w go i astronom żyjący w okresie Edo.

## Życiorys

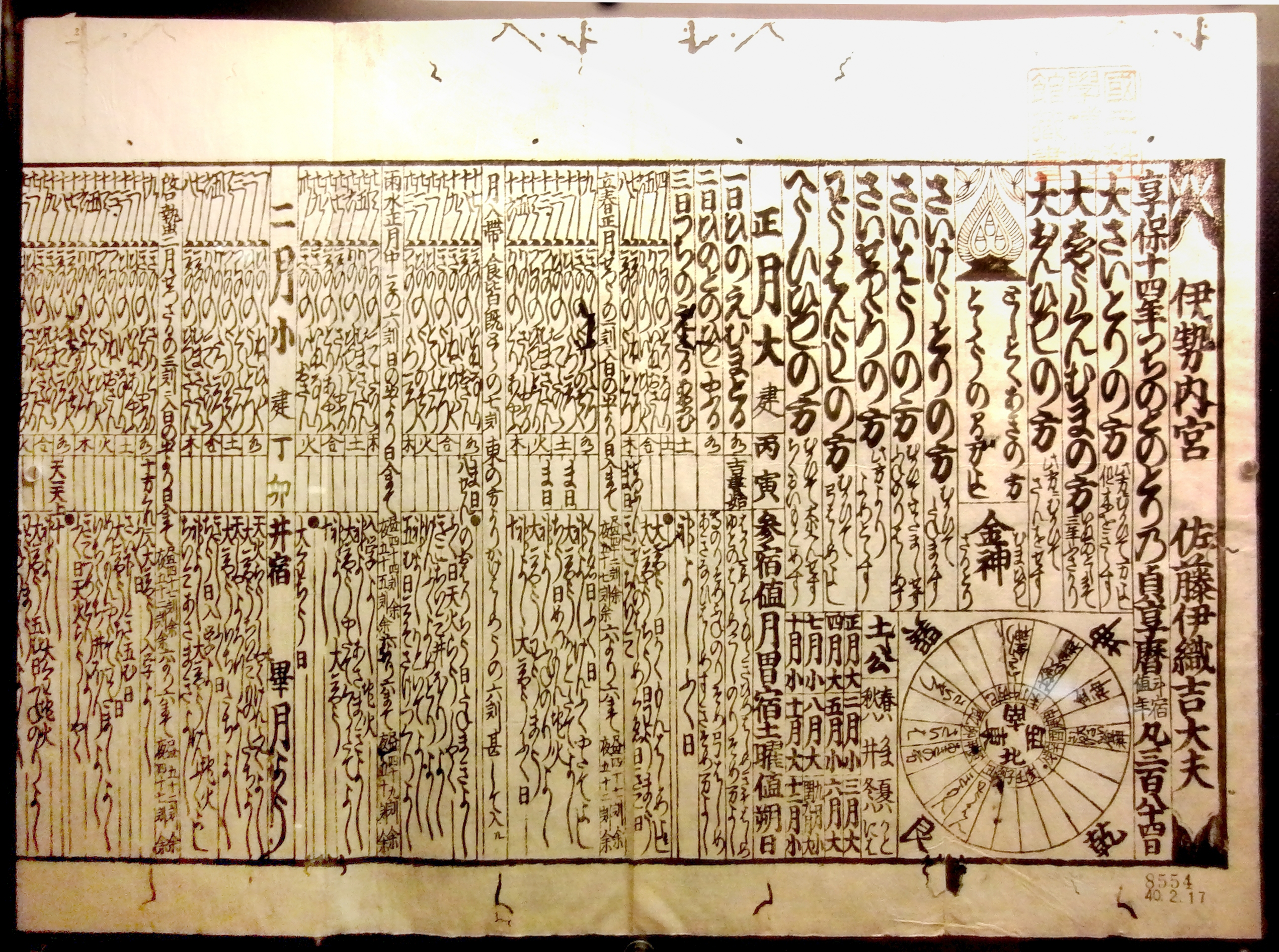
Kalendarz Jōkyō

Był synem słynnego gracza w go, po śmierci ojca w 1652 roku przez jakiś czas sam oddawał się tej sztuce. Jednocześnie pobierał staranną edukację w innych dziedzinach wiedzy, studiował m.in. nauki konfucjańskie u boku Ansaia Yamazakiego, z czasem poświęcił się wyłącznie matematyce i astronomii. W swoich obserwacjach astronomicznych posługiwał się sferą armilarną, tworzył także mapy nieba.
Polecony przez jednego ze swoich protektorów, daimyō Hoshinę z prowincji Aizu, wstąpił na służbę na dworze sioguna w Edo. Tam, w oparciu o stworzony przez Guo Shoujinga w XIII wieku kalendarz Shoushi oraz własne obserwacje dokonał korekty obowiązującego w Japonii od IX wieku chińskiego kalendarza lunarnego. Zreformowany kalendarz Shibukawy, nazwany kalendarzem Jōkyō (jap. 貞享暦 Jōkyō-reki), został oficjalnie przyjęty w 1685 roku i był w użyciu do 1755 roku.
Jego grób znajduje się w świątyni zen Tōkai, w tokijskiej dzielnicy Shinagawa.